# 2-Nonanol
2-Nonanol là một alcohol đơn giản. Hợp chất này có mùi của dưa chuột, và được tìm thấy trong hàu. Chất này được một số loài côn trùng sử dụng làm pheromone. Chất này cũng có sẵn trên thị trường.